# Galerija Borghese

Galerija Borghese (italijansko Galleria Borghese) je umetniški muzej v Rimu v Italiji, ki se nahaja v nekdanji vili Borghese Pinciana. Na začetku je bila stavba galerije integrirana s svojimi vrtovi, danes pa vrtovi vile Borghese veljajo za ločeno turistično atrakcijo. V galeriji Borghese je pomemben del Borghesejeve zbirke slik, kiparstva in starin, ki jo je začel kardinal Scipione Borghese, nečak papeža Pavla V. (vladavina 1605–1621). Vilo je zgradil arhitekt Flaminio Ponzio, skice pa je razvil sam Scipione Borghese, ki jo je uporabil kot vilo v predmestju, podeželsko vilo na robu Rima.
Scipione Borghese je bil zgodnji pokrovitelj Berninija in navdušen zbiratelj del Caravaggia, ki ga v zbirki dobro zastopajo slike Deček s košaro sadja, Sv. Hieronim, Bolni Bakh in druge. Med drugimi opaznimi slikami so Tizianova Sveta in posvetna ljubezen, Rafaelovo Polaganje v grob in dela Petra Paula Rubensa in Federica Baroccija

## Danes
Casino Borghese je bil postavljen na območju, ki je bilo v 17. stoletju zunaj obzidja Rima, najbližji dostop pa so bila Porta del Popolo. Ob nastanku je območje vile pokrivalo območje z obsegom skoraj 3 milje. Glavno stavbo je zasnoval flamski arhitekt Giovanni Vasanzio. Portik je imel spolije, ki so izhajale iz Klavdijevega slavoloka, nekoč na ulici Via Flaminia.
Do leta 1644 ga je John Evelyn opisal kot »Elizij užitka« z »Vodnjaki raznolikih izumov, nasadi in majhni vodotoki«. Evelyn je opisala tudi Vivarij, v katerem so bili noji, pavi, labodi in žerjavi »in številne čudne zveri«. Princ Marcantonio IV. Borghese (1730-1800), ki je začel preoblikovati formalno vrtno arhitekturo parka v angleški krajinski vrt, se je leta 1775 tudi pod vodstvom arhitekta Antonia Aspruccija namenil nadomestiti zdaj zastarelo tapiserijo in usnje in prenoviti Casino, ponovno postaviti skulpture in starine Borghesov v tematskem novem redu, ki je slavil položaj Borghesov v Rimu. Obnova zelo obiskane vile kot resnično javnega muzeja v poznem 18. stoletju je bila predmet razstave na raziskovalnem inštitutu Getty v Los Angelesu leta 2000 , za katero je Getty pridobil štiriinpetdeset risb.
Leta 1808 je bil princ Camillo Borghese, Napoleonov svak , prisiljen cesarju prodati rimske skulpture in starine iz vile Borghese. Rezultat tega je, da je Borghesejev gladiator, ki je bil od leta 1620 znan kot najbolj občudovana skulptura v vili Borghese, zdaj na ogled v muzeju Louvre. V Louvru je tudi Borghesejev hermafrodit.
Vila Borghese je bila skozi leta spremenjena in povečana, sčasoma, leta 1902, pa je bila prodana italijanski vladi, skupaj s celotnim posestvom Borghese in okoliškimi vrtovi ter parkom.

## Zbirka
Galerija Borghese vključuje dvajset sob v dveh nadstropjih.
Glavno nadstropje je večinoma namenjeno klasičnim starinam iz 1. do 3. stoletja našega štetja (vključno s slavnim Mozaikom gladiatorjev iz leta 320 do 330 najden na posestvu Borghese v Torrenovi, na ulici Via Casilina zunaj Rima, leta 1834) ter klasičnimi in neoklasicističnimi skulpturami, kot je Venera Victrix.
Glavna velika soba glavnega nadstropja, imenovana Salone, ima veliko stropno fresko trompe l'oeil sicilijanskega umetnika Mariana Rossija, ki tako dobro uporablja skrajšanje, da je videti skoraj tridimenzionalna. Na freski je upodobljen Marcus Furius Camillus, ki je sprožil obleganje Kapitolskega griča s strani Galcev. Okraske grotesk je naslikal Pietro Rotari, okraske živali pa Venceslaus Peter Boemo. 
Prva soba ob Salonu je Camera di Cerere z marmornato vazo, ki prikazuje Ojdipa in Sfingo. Druga soba ima strop, ki ga je Francesco Caccianiga poslikal s Padec Faetonta. V tretji sobi sta Berninijev Apolon in Dafne.

### Gian Lorenzo Bernini v Borgheseju
Številne skulpture so razstavljene v prostorih, za katere so bile namenjene, vključno z mnogimi deli Giana Lorenza Berninija, ki predstavljajo pomemben odstotek njegovih dosežkov posvetne skulpture, začenši z zgodnjimi deli, kot je Koza Amalteja z dojenčkoma Jupitrom in Favnom ( 1615) in Enej, Anhiz in Askanij (1618–19) [7] [8] do njegovih dinamičnih skulptur  Posilstvo Proserpine (1621–22), Apolon in Dafne (1622–25) [9] in David (1623) [10] ki veljajo za temeljna dela baročnega kiparstva. Poleg tega je v galerijo vključenih več portretnih doprsnih kipov, vključno Papež Pavel V. in dva portreta enega njegovih zgodnjih zavetnikov, kardinala Scipiona Borgheseja (1632). Drugi portret Scipiona Borgheseja je nastal po tem, ko je bila med njegovim nastankom v marmorju prve različice odkrita velika razpoka.

## Bližnji muzeji
Tudi na vrtovih Vile Borghese ali v bližini sta Galleria Nazionale d'Arte Moderna, specializirana za italijansko umetnost 19. in 20. stoletja in Museo Nazionale Etrusco, zbirka predrimskih predmetov, večinoma etruščanskih, izkopanih okoli Rima.

## Izbor iz zborke

### Kiparstvo
- Resnica, ki jo je razkril čas, Bernini. c. 1645-1652
- Apolon in Dafne, Bernini. c. 1622
- Posilstvo Proserpine, Bernini. ok. 1621
- David, Bernini, ok. 1623-1624
- Pauline Bonaparte, Antonio Canova.
- Doprsni kip Scipiona Borgheseja  by  Bernini. c. 1632

### Slikarstvo
- Melissa, Dosso Dossi, ok. 1507
- Sveti Hieronim piše, Caravaggio, ok. 1606
- Polaganje, Rafael. c. 1507
- Janez Krstnik, Caravaggio, ok. 1610
- Zadnja večerja, Jacopo Bassano, ok. 1546
- Marija, otrok in kača, Caravaggio, ok. 1605-1606
- Danaja, Correggio, ok. 1530
- Deček s košaro sadja, Caravaggio, ok. 1593
- Diana in Nimfa, Domenichino, ok. 1616-1617
- Bičanje Kristusa, Tizian, ok. 1560
- Polaganje, Sisto Badalocchio, ok. 1610
- Sv. Janez Krstnik, Paolo Veronese, ok. 1562
- Polaganje v grob, Peter Paul Rubens, ok. 1602
- Koncert, Gerrit van Honthorst, ok. 1626-1630
- Portret moža, Antonello da Messina, ok. 1474-1475
- Damaz enorogom, Rafael, ok. 1505
- Venera veše oči Kupidu, Tizian, ok. 1565
- Sveti Dominik, Tizian, ok. 1565
- Portret moža, Parmigianino, ok. 1528
- Madona in otrok s svetniki, Lorenzo Lotto, ok. 1508
- Suzana in starca, Peter Paul Rubens, ok. 1607-1608
- Madona in otrok, Giovanni Bellini, ok. 1510
- Mladi bolni Bakh,  Caravaggio, ok. 1593
- Avtoportret, Gian Lorenzo Bernini, ok. 1623